# Alejandro G. Abadilla
Alejandro G. Abadilla (ur. 10 marca 1906, zm. 26 sierpnia 1969) – filipiński poeta, pisarz i krytyk literacki. Jest uznawany za ojca współczesnej poezji tagalskiej.

## Życiorys
Urodził się w Salinas w prowincji Cavite w niezamożnej rodzinie. Podstawy edukacji zdobył w szkole w Sapa Baryo, do szkoły średniej uczęszczał w Cavite. Podjął studia filozoficzne na manilskim Uniwersytecie świętego Tomasza, uzyskując tytuł licencjata w 1931. Zaangażował się następnie w regionalne życie polityczne, do 1934 zasiadał w radzie miejskiej Salinas. Pracował później jako agent ubezpieczeniowy w Philippine-American Life Insurance.
Wcześnie zaczął brać udział w życiu literackim kraju, koncentrując się przy tym na twórczości w ojczystym języku tagalskim. W swoich utworach występował przeciwko utartym konwencjom, w szczególności przeciwko wciąż obecnym wśród tagalskich intelektualistów wpływom romantyzmu. Utworzył Kapisanang Panitikan, stowarzyszenie, którego celem miało być wspieranie rozwoju literatury tagalskiej. Był również redaktorem naczelnym wydawanego przez tę organizację pisma Panitikan. Znany z zamiłowania do eksperymentów formalnych, zrywał z formami tradycyjnie występującymi w tagalskiej poetyce. Chętnie wykorzystywał też idiomy. Wzbudzał znaczące kontrowersje, zarówno jako jeden z prekursorów wiersza wolnego na Filipinach, jak i zjadliwy krytyk literacki, uderzający w kreatywny sposób zwłaszcza w starsze pokolenia twórców. 
Jego dorobek twórczy obejmuje zbiory poezji oraz powieści. Zredagował również i zestawił kilka antologii poezji tagalskiej, w tym Parnasong Tagalog. Publikacja ta uznawana jest za pionierską, obejmuje zresztą okres przeszło 140 lat, aż do twórców z lat 40. XX stulecia. Wśród napisanych przezeń książek wymienia się Singganda ng Buhay (1947), Ako ang Daigdig at Iba Pang Tula (1955), Pagkamulat ni Magdalena (1958), Piniling mga Tula ni AGA (1965) oraz Tanagabadilla (1964, 1965). Wiersz „Ako ang Daigdig” przyniósł Abadilli  miano ojca współczesnej poezji tagalskiej. Poślubił Cristinę Zingalavę, doczekał się z nią ośmiorga dzieci.